# パシフィック・PR02
パシフィック・PR02（Pacific PR02）は、パシフィックが1995年のF1世界選手権に投入したフォーミュラ1カー。決勝最高成績は8位。

## 概要

### 背景と開発
前年に低迷した状況を打開すべく、破綻したチーム・ロータスの名称権を買収し「パシフィック・チーム・ロータス」として参戦した。日本の東急グループを率いる五島ファミリーが資本参加し、東京に「パシフィック・アクセス」事務所を設立しアジア圏スポンサーの獲得に動き、伊藤園などが交渉に応じスポンサーに付いた。また、ガショーも自己資金を投入し共同オーナーに就任するなど体制強化を図ったが、まだ資金難の解消とはならなかった。
ドライバーラインナップはアンドレア・モンテルミーニとペドロ・ラミーに決定し、ガショーは共同オーナーとしてマネージメントに専念する意向を示しており開幕前には｢今はチームのマネージメントに全力を注ぐことがボクのモチベーション｣と語っていた。しかし、開幕直前になってラミーがより良い体制を模索しティレルのテストに参加、パシフィックとティレルの二重契約未遂となりパシフィック側が契約を破棄。ラミーに代わるスポンサー持ち込みドライバーがすぐには見つからなかったため、序盤戦と終盤戦ではガショーが自らステアリングを握ることとなった。
マシンはフランク・コパック設計による吊り下げウイングを廃止したオリジナルシャシーに、フォードED 3.0リッターV型8気筒を搭載したPR02を登場させた。同年施行されたクラッシュテスト強化をクリアするために、フロントノーズ前方にウイングを延長するようなプレートを張り出させていた。エントリー名にロータスの名を使用したこともあり、フロントノーズからエンジンカウル後方にかけてロータスを象徴するグリーンのストライプがマシンに描かれた。

### 1995年シーズン
17番車のドライバーはモンテルミーニがシーズンを通じて務めたが、16番車はチームの株主でもあったガショーと、ペイドライバーのジョバンニ・ラバッジとジャン＝デニス・デレトラズが交代してドライブした。テストドライバーはイギリスF3選手権でランキング2位（この'95年にシリーズチャンピオンを獲得）と活躍したイギリス期待の若手オリバー・ギャビンを起用する。チームはメインスポンサーを持っていなかった。
F1参戦台数の減少により予選落ちがなくなり、PR02は全17戦で2台揃って決勝に進んだ。開幕戦からモンテルミーニが完走するなど前年からの進化は見せたが、信頼性の低さが欠点であった。2台で34回出走したが、完走したのは7回のみだった。阪神・淡路大震災の影響でパシフィックGPと日本GPの連戦となった「秋の日本シリーズ」では、全日本F3000で活躍を見せた山本勝巳の起用を発表しテストドライブまでしていたが、FIAが山本へのスーパーライセンス発行を承認しなかったため断念せざるを得なかった。チームはポイントを獲得できずにシーズンを終え、コンストラクターズランキングでは新チームのフォルティ・コルセが最終戦で7位を記録したため追い抜かれ、12位に転落した。
翌年もF1参戦する意思を見せ、使用するエンジン確保にも動いてはいたが、12月にチーム代表のキース・ウィギンスが参戦資金不足と予選での107%ルールの導入を理由にF1撤退を表明。国際F3000選手権へと参戦カテゴリーを移した。

## F1における全成績
(key) （太字はポールポジション、斜体はファステストラップ）
| 年     | シャシー                 | エンジン       | タイヤ | ドライバー                 | 1   | 2   | 3   | 4   | 5   | 6   | 7   | 8   | 9   | 10  | 11  | 12  | 13  | 14  | 15  | 16  | 17  | ポイント | 順位 |
| ------ | ------------------------ | -------------- | ------ | -------------------------- | --- | --- | --- | --- | --- | --- | --- | --- | --- | --- | --- | --- | --- | --- | --- | --- | --- | -------- | ---- |
| 1995年 | パシフィック・レーシング | フォード ED V8 | G      |                            | BRA | ARG | SMR | ESP | MON | CAN | FRA | GBR | GER | HUN | BEL | ITA | POR | EUR | PAC | JPN | AUS | 0        | NC   |
| 1995年 | パシフィック・レーシング | フォード ED V8 | G      | ベルトラン・ガショー       | Ret | Ret | Ret | Ret | Ret | Ret | Ret | 12  |     |     |     |     |     |     | Ret | Ret | 8   | 0        | NC   |
| 1995年 | パシフィック・レーシング | フォード ED V8 | G      | ジョバンニ・ラバッジ       |     |     |     |     |     |     |     |     | Ret | Ret | Ret | Ret |     |     |     |     |     | 0        | NC   |
| 1995年 | パシフィック・レーシング | フォード ED V8 | G      | ジャン＝デニス・デレトラズ |     |     |     |     |     |     |     |     |     |     |     |     | Ret | 15  |     |     |     | 0        | NC   |
| 1995年 | パシフィック・レーシング | フォード ED V8 | G      | アンドレア・モンテルミーニ | 9   | Ret | Ret | DNS | DSQ | Ret | NC  | Ret | 8   | 12  | Ret | Ret | Ret | Ret | Ret | Ret | Ret | 0        | NC   |

## 参照
1. ↑  「PACIFIC 資金難のなか進行中」『F1グランプリ特集11月号』、1995年11月16日、50頁。
2. ↑  『F1グランプリ特集12月号 vol.78』 、ソニー・マガジンズ、1995年、19頁。